# Broomfield (Colorado)
Broomfield je město a zároveň samostatný okres ve státě Colorado ve Spojených státech amerických. Jde o 15. největší město v Coloradu. Leží v nadmořské výšce 1 643 m n. m. Nachází se zde Rocky Mountain Metropolitan Airport. Východně od města leží město Thornton, jihovýchodně město Westminster a severně město Lafayette. Centrum Denveru se pak od Broomfieldu nachází asi 27 kilometrů jihovýchodně.
K roku 2020 zde žilo 74 112 obyvatel. S celkovou rozlohou 87 km² byla hustota zalidnění 850 obyvatel na km². Panuje zde semiaridní podnebí.